# مردی که برگشت (فیلم ۲۰۰۸)
مردی که برگشت (به انگلیسی: The Man Who Came Back) یک فیلم سینمایی آمریکایی وسترن محصول سال ۲۰۰۸ به نویسندگی و کارگردانی گلن پیتره است. در این فیلم بازیگرانی همچون اریک برادن، بیلی زین، شان یانگ، جرج کندی، آرماند آسانته، کارول آلت، جیمز پاتریک استارت، کن نورتون، پیتر جیسون، جنیفر ادل ایفای نقش کرده‌اند.